# Sphinx (генератор документації)
Sphinx — генератор документації, який перетворює файли в форматі reStructuredText в HTML, (PDF, EPub і man). Використовує ряд розширень для reStructuredText (наприклад, для автоматичної генерації документації по вихідному коду, створення математичних формул або підсвічування вихідного коду). Широко використовується для документування програм мовою Python.
Перший публічний реліз (версія 0.1.61611) було оголошено 21 березня 2008 року.
З моменту виходу був прийнятий багатьма важливими Python-проектами: Bazaar, SQLAlchemy, MayaVi, Sage, SciPy, Django і Pylons; також використовується для документування Blender Python API.